# Gertrude Aubauer

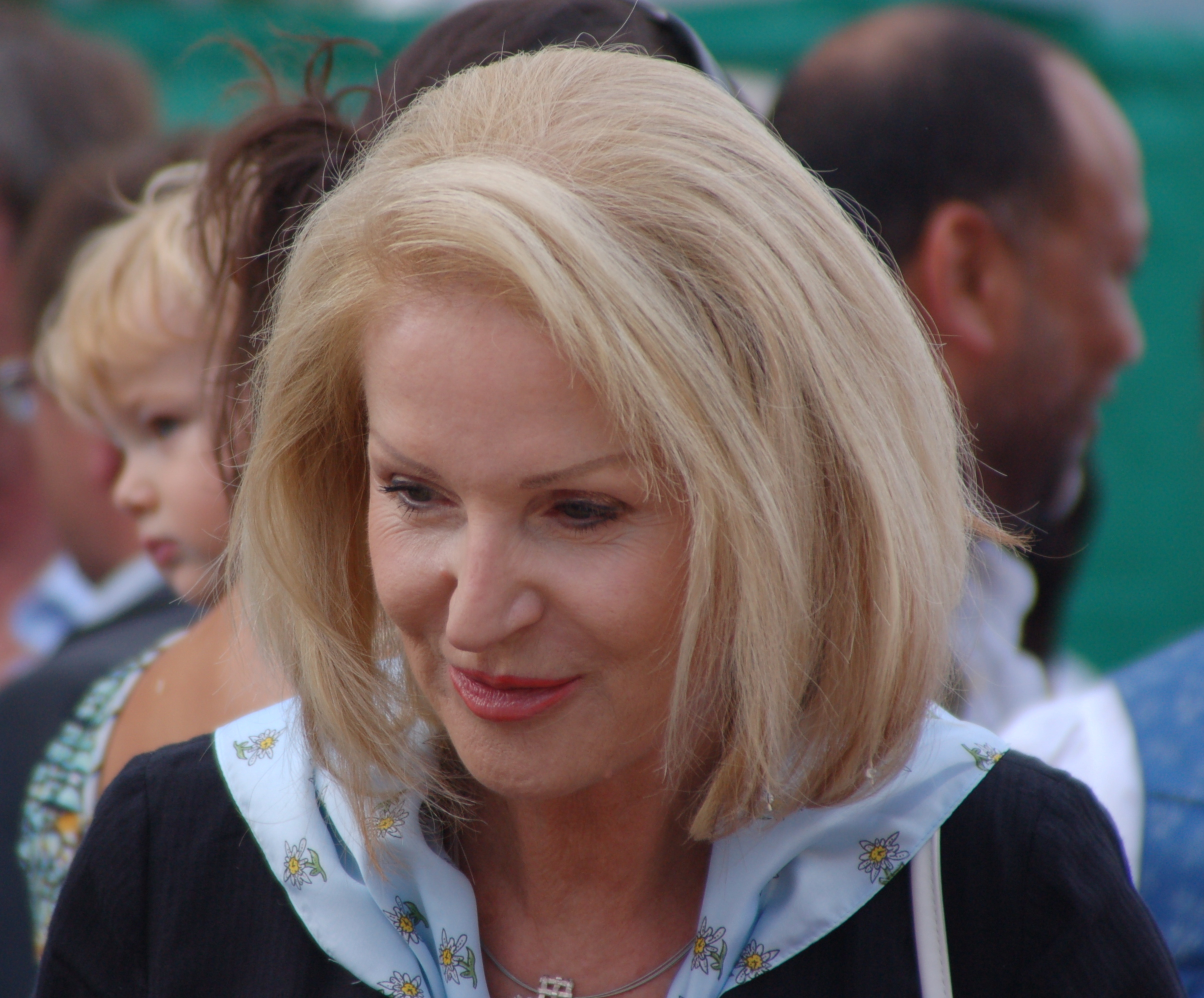
Gertrude Aubauer (2008)

Gertrude Aubauer (* 13. Juli 1951 in Wien) ist eine österreichische Journalistin und Politikerin. Sie vertrat von 2006 bis 2017 die ÖVP im österreichischen Nationalrat.

## Leben
Aubauer wuchs in bescheidenen Verhältnissen in Gänserndorf auf, ihr Vater war Lagerarbeiter, ihre Mutter Hausfrau.

### Ausbildung und Beruf
Sie besuchte zunächst die Volksschule in Gänserndorf und absolvierte im Anschluss eine Allgemeinbildende höhere Schule in Gänserndorf bzw. Wien. Gertrude Aubauer begann nach der Matura das Studium der Volkswirtschaft an der Universität Wien, das sie mit dem Titel Mag. rer. soc. oec. abschloss.
Ab 1975 arbeitete Gertrude Aubauer als Journalistin zunächst für den Aktuellen Dienst des ORF-Radios. Von Josef Broukal und Franz Kreuzer entdeckt, wechselte Aubauer 1980 zur Zeit im Bild, wo sie als Redakteurin und Reporterin fungierte und innenpolitische Themen betreute. Zwischen 1986 und 1994 moderierte Gertrude Aubauer die „Zeit im Bild 1“. 1995 wechselte Aubauer in die ORF-Parlamentsredaktion und moderierte die wöchentlich ausgestrahlte Parlamentssendung Hohes Haus. Daneben verfasste Gertrude Aubauer eine wöchentliche Kolumne unter dem Titel „Hohes Haus von innen“ in der Kronen Zeitung. Weiters arbeitet Gertrude Aubauer als Trainerin für Fernseh-Interviews und Rhetorik.

## Politische Laufbahn
In Aubauers Elternhaus wurde wenig über Politik gesprochen.

### SPÖ-Mitgliedschaft
1981, ein Jahr nach ihrem Wechsel in die Zeit im Bild-Redaktion, trat sie der SPÖ bei und legte 2000, kurz nach Bildung der Schwarz-Blauen Koalition, die Parteimitgliedschaft zurück.

### ÖVP-Politikerin
2006 präsentierte die ÖVP Gertrude Aubauer als Quereinsteigerin für die Nationalratswahlen 2006. Gertrude Aubauer erhielt ihr Mandat über den Bundeswahlvorschlag und wurde am 30. Oktober 2006 angelobt.
Nach der Nationalratswahl in Österreich 2008 hatte Aubauer wegen der geringeren Mandatsstärke ihrer Partei zunächst keinen Sitz mehr im Nationalrat, sie rückte jedoch durch die Ernennung der Abgeordneten Christine Marek zur Staatssekretärin in der Bundesregierung Faymann I auf deren Mandat nach und wurde am 3. Dezember 2008 neuerlich angelobt. Sie ist Seniorensprecherin der ÖVP.

## Auszeichnungen
- 2017: Großes Goldenes Ehrenzeichen für Verdienste um die Republik Österreich[4]

## Privates
Gertrude Aubauer ist verheiratet und hat einen Sohn.